# Stephen Pace

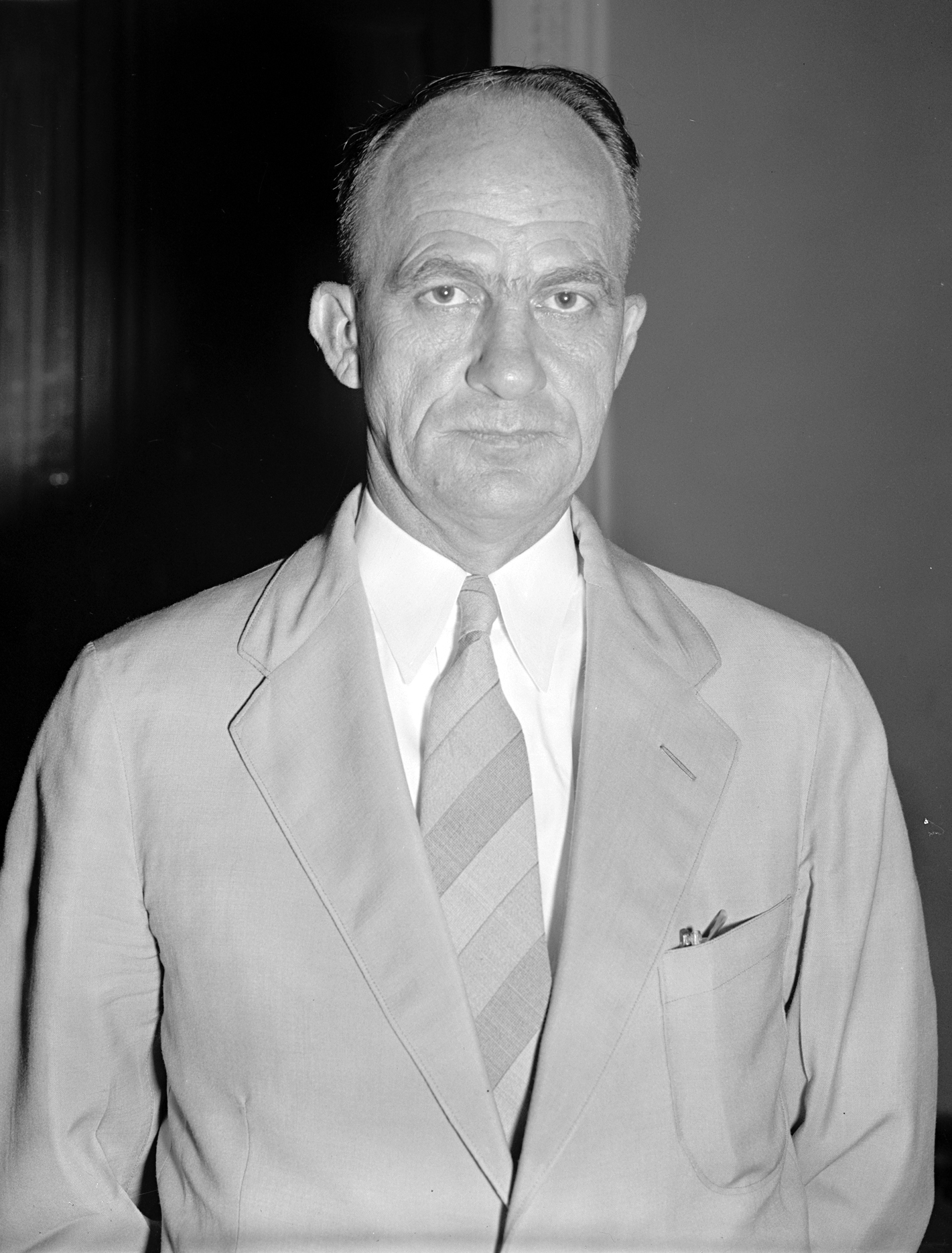
Stephen Pace

Olin Stephen Pace (* 9. März 1891 bei Dawson, Georgia; † 5. April 1970 in Americus, Georgia) war ein US-amerikanischer Politiker. Zwischen 1937 und 1951 vertrat er den Bundesstaat Georgia im US-Repräsentantenhaus.

## Werdegang
Stephen Pace besuchte die öffentlichen Schulen seiner Heimat und danach die Georgia School of Technology in Atlanta. Nach einem anschließenden Jurastudium an der University of Georgia in Athens und seiner im Jahr 1914 erfolgten Zulassung als Rechtsanwalt begann er in Americus in seinem neuen Beruf zu arbeiten. Außerdem wurde er in der Landwirtschaft tätig.
Politisch war Pace Mitglied der Demokratischen Partei. Zwischen 1917 und 1920 saß er als Abgeordneter im Repräsentantenhaus von Georgia; von 1923 bis 1924 gehörte er dem Staatssenat an. Bei den Kongresswahlen des Jahres 1936 wurde er im dritten Wahlbezirk von Georgia in das US-Repräsentantenhaus in Washington, D.C. gewählt, wo er am 3. Januar 1937 die Nachfolge von Bryant Thomas Castellow antrat. Nach sechs Wiederwahlen konnte er bis zum 3. Januar 1951 sieben Legislaturperioden im Kongress absolvieren. Dort wurden bis 1941 noch weitere New-Deal-Gesetze der Bundesregierung verabschiedet. Danach wurde auch die Arbeit des Kongresses von den Ereignissen des Zweiten Weltkrieges bestimmt. Nach dem Krieg erlebte Pace im Kongress den Beginn des Kalten Krieges.
1950 verzichtete Stephen Pace auf eine erneute Kandidatur. In den folgenden Jahren bis zu seinem Tod im April 1970 in Americus arbeitete er dort als Anwalt.